# Universidad Nacional de Medicina de Ivano-Frankivsk
La Universidad Nacional de Medicina de Ivano-Frankovsk (en ucraniano: Івано-Франківський національний медичний університет) es una universidad ubicada en Ivano-Frankovsk, Ucrania. Desde el 27 de noviembre de 2008 es reconocido con el título de Universidad Nacional.

## Historia
La Universidad, originalmente llamada Instituto Estatal de Medicina de Stanislav fue fundada el 6 de octubre de 1945. En ese momento, el instituto tenía 395 estudiantes y 47 profesores, entre los cuales solo había unos pocos médicos y candidatos de ciencias, además, había 14 departamentos teóricos y 2 clínicos. 
El personal del instituto se involucró rápidamente en el trabajo pedagógico, de investigación y médico, y 10 años después, la universidad tenía 12 profesores, doctores en ciencias y el número de estudiantes excedía las 1000 personas. En ésa época, ell instituto funcionó como centro pedagógico, científico, médico, cultural y educativo de la región. En 1962 el gobierno de la Ucrania cambió el nombre a Ivano-Frankovsk.  En 1987, el Instituto Médico de Ivano-Frankovsk desarrolló una terapia para dejar de fumar, basada en extracto de avena y chicle, que proclamó tenía un 80% de efectividad.
Posteriormente, la universidad separó las facultades de medicina, odontología, farmacia y posgrado y desde 1994 también capacita a médicos de familia, educa a estudiantes extranjeros y lleva a cabo la formación de pre-certificación de médicos de diversas especialidades. 
Desde 1945, más de 16 000 médicos han sido capacitados, 5000 de los cuales trabajan en la región.